# Adrian Ovidiu Moțiu
Adrian Ovidiu Moțiu (Cluj, 7 augustus 1930 - aldaar, 25 maart 2004) was een Roemeens politicus.
Moțiu had een Roemeense vader (Iuliu Octavian Moțiu) en een Hongaars-Joodse moeder (Margit Yentl Jakab). Van moeders kant kwam zijn familie oorspronkelijk uit Deușu, een dorp in de nabijheid van Cluj.
Na de middelbare school doorlopen te hebben, begon Adrian Moțiu met zijn studie aan de faculteit Scheikunde van de Victor Babes Universiteit in Cluj. In 1953 werd hij daar aangesteld als hoofd van het laboratorium van het departement van Mineralogie.
In 1990 werd Moțiu professor aan dezelfde universiteit. Hij publiceerde, soms in samenwerking met anderen, ongeveer vijftig wetenschappelijke artikelen in vakbladen in Roemenië, maar ook daarbuiten (in de Verenigde Staten, Frankrijk, Duitsland en Bulgarije).
Vanaf december 1989 was Moțiu actief in de politiek als lid van de Roemeense Senaat. Moțiu diende van 8 februari 1990 tot 28 juni 1990 als staatssecretaris in de regering van Petre Roman. In de periode van 1990 tot 1992 was hij lid van de parlementaire groepen van vriendschap met Duitsland, Israël, Australië, Thailand, de Republiek Korea, Hongarije en China.
Moțiu verloor zijn beide grootouders van moeders kant, David Jakab en Roza Goldner, in de Holocaust. Zij werden vanuit het getto van Cluj gedeporteerd naar Auschwitz en werden daar vergast. Ook Adrians tante, Irene Sidonia Jakab, werd naar Auschwitz gedeporteerd. Zij overleefde wel. Ten tijde van de oorlog was Adrian Moțiu met zijn ouders gevlucht van Cluj naar de zuidelijker gelegen stad Turda. Hij overleefde in onderduik. Veel van zijn familie bevond zich ten tijde van de oorlog in België en Frankrijk. Zijn oudoom Ferdinand Nachman Jakab (26 juni 1892 - oktober 1944) werd vanuit Antwerpen gedeporteerd naar Auschwitz. Hij verrichtte daar dwangarbeid van 17 september 1942 tot oktober 1944, de maand waarin hij ten gevolge van folteringen in het kamp om het leven kwam. Samuel Alexander Jacob (19 oktober 1889 - 6 november 1970), een andere oudoom, was actief in het Franse verzet met zijn zoon Georges Jacob.
Adrian Ovidiu Moțiu stierf op 25 maart 2004 in Cluj, op 73-jarige leeftijd.